# Lilian Greenwood
Lilian Rachel Greenwood, née le 26 mars 1966 à Bolton, est une femme politique britannique du parti travailliste, qui est députée pour Nottingham Sud depuis 2010.

## Carrière
Greenwood est née le 26 mars 1966 à Bolton, Lancashire. Elle fréquente la Canon Slade School, une école secondaire d'État de l'Église d'Angleterre à Bolton avant de fréquenter le St. Catharine's College de Cambridge. Elle part à Southwell dans le Nottinghamshire en 1999. Elle travaille à Nottingham pour le syndicat du secteur public, UNISON pendant 17 ans avant 2010.

## Carrière parlementaire

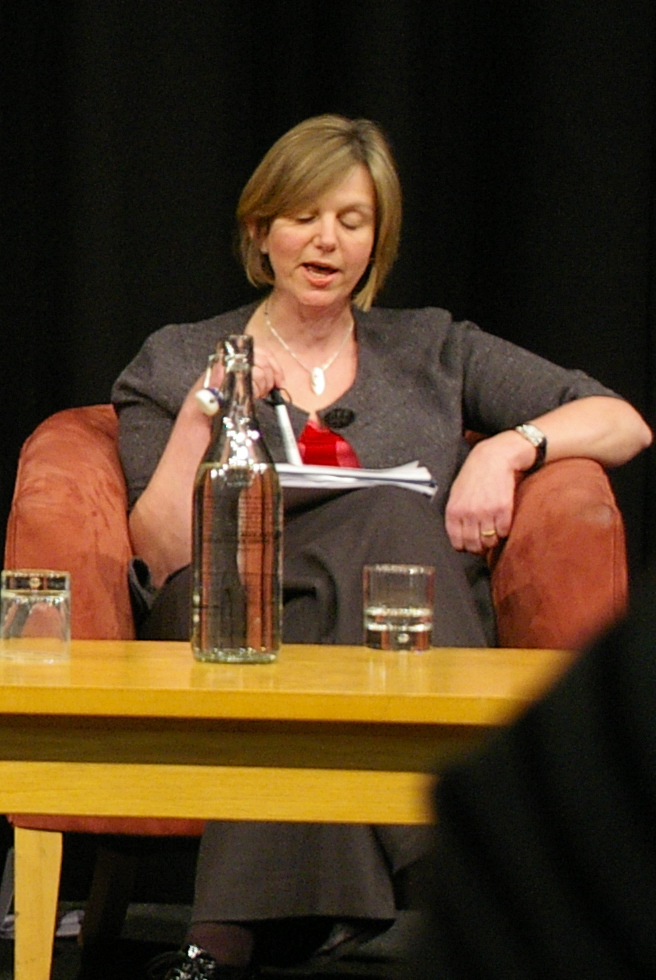
Lilian Greenwood, députée travailliste de Nottingham Sud, lors d'un débat préélectoral au Centre de conférence des East Midlands.

Greenwood est choisie comme candidate du Parti travailliste pour les élections générales de 2010 après que le député travailliste sortant, Alan Simpson, ait annoncé en 2007 qu'il ne se présenterait pas à une réélection. Elle est élue députée avec 37,3% des voix, une marge de 4,4% sur son plus proche rival.
En juillet 2010, elle est nommée au comité des transports. Elle est ensuite nommée whip adjointe.
Fin septembre 2011, Ed Miliband (chef du parti travailliste) lui demande de prendre le poste de ministre fantôme des Transports.
Elle est réélue aux élections générales de 2015.
À la suite de l'élection de Jeremy Corbyn à la tête du Parti travailliste, le 14 septembre 2015, elle est nommée secrétaire d'État fantôme aux transports. À la suite du Référendum sur l'appartenance du Royaume-Uni à l'Union européenne, Greenwood démissionne, avec des dizaines de ses collègues, pour protester contre ce qu'elle considère comme la faiblesse du leadership de Jeremy Corbyn,. Elle soutient Owen Smith dans la tentative ratée de remplacer Jeremy Corbyn lors de l'Élection à la direction du Parti travailliste britannique de 2016.
Elle est réélue aux élections générales de 2017 et de 2019. Lors de l'Élection à la direction du Parti travailliste britannique de 2020, Greenwood soutient Lisa Nandy.
Greenwood siège au comité des transports, au comité de l'éducation, au comité de réforme de la réglementation et au comité de liaison.